# European Open 2018 - Doppio
Scott Lipsky e Divij Sharan erano i detentori del titolo, ma Lipsky non ha preso parte a questa edizione del torneo. Sharan ha fatto coppia con Artem Sitak, perdendo in semifinale contro Nicolas Mahut e Édouard Roger-Vasselin.
In finale Mahut e Roger-Vasselin hanno battuto Marcelo Demoliner e Santiago González con il punteggio di 6-4, 7-5.

## Teste di serie
1. Ben McLachlan /  Jan-Lennard Struff (primo turno)
2. Nicolas Mahut /  Édouard Roger-Vasselin (campioni)

1. Robin Haase /  Matwé Middelkoop (quarti di finale)
2. Divij Sharan /  Artem Sitak (semifinale)

## Wildcard
1. Ruben Bemelmans /  Joris De Loore (primo turno)

1. Sander Gillé /  Joran Vliegen (primo turno)

## Tabellone

### Legenda
| - Q = Qualificato - WC = Wild card - LL = Lucky loser | - ALT = Alternate - SE = Special Exempt - PR = Protected Ranking | - w/o = Walkover - r = Ritirato - d = Squalificato |

|  | Primo turno                     | Primo turno                     | Primo turno                     | Primo turno | Primo turno |  |  | Quarti di finale       | Quarti di finale                | Quarti di finale                | Quarti di finale                | Quarti di finale                |   |   | Semifinali             | Semifinali             | Semifinali             | Semifinali               | Semifinali               |   |   | Finale | Finale | Finale | Finale | Finale |  |
|  |                                 |                                 |                                 |             |             |  |  |                        |                                 |                                 |                                 |                                 |   |   |                        |                        |                        |                          |                          |   |   |        |        |        |        |        |  |
|  | 1                               | B McLachlan J-L Struff          | 5                               | 6           | [11]        |  |  |                        |                                 |                                 |                                 |                                 |   |   |                        |                        |                        |                          |                          |   |   |        |        |        |        |        |  |
|  |                                 | M González N Jarry              | 7                               | 2           | [13]        |  |  | M González N Jarry     | M González N Jarry              | 0                               | 7                               | [5]                             |   |   |                        |                        |                        |                          |                          |   |   |        |        |        |        |        |  |
|  |                                 | M Demoliner S González          | M Demoliner S González          | 6           | 7           |  |  | M Demoliner S González | M Demoliner S González          | 6                               | 5                               | [10]                            |   |   |                        |                        |                        |                          |                          |   |   |        |        |        |        |        |  |
|  | WC                              | R Bemelmans J De Loore          | R Bemelmans J De Loore          | 2           | 63          |  |  |                        |                                 |                                 |                                 |                                 |   |   | M Demoliner S González | M Demoliner S González | M Demoliner S González | 6                        | 6                        |   |   |        |        |        |        |        |  |
|  | 3                               | R Haase M Middelkoop            | 65                              | 7           | [13]        |  |  |                        |                                 | G Granollres Pujol M Granollers | G Granollres Pujol M Granollers | G Granollres Pujol M Granollers | 3 | 4 |                        |                        |                        |                          |                          |   |   |        |        |        |        |        |  |
|  |                                 | G Pella D Schwartzman           | 7                               | 65          | [11]        |  |  | 3                      | R Haase M Middelkoop            | 6                               | 2                               | [4]                             |   |   |                        |                        |                        |                          |                          |   |   |        |        |        |        |        |  |
|  | D Marrero L Mayer               | D Marrero L Mayer               | D Marrero L Mayer               | 3           | 4           |  |  |                        | G Granollres Pujol M Granollers | 2                               | 6                               | [10]                            |   |   |                        |                        |                        |                          |                          |   |   |        |        |        |        |        |  |
|  | G Granollres Pujol M Granollers | G Granollres Pujol M Granollers | G Granollres Pujol M Granollers | 6           | 6           |  |  |                        |                                 |                                 |                                 |                                 |   |   |                        | M Demoliner S González | M Demoliner S González | 4                        | 5                        |   |   |        |        |        |        |        |  |
|  | S Arends R Arneodo              | S Arends R Arneodo              | 3                               | 7           | [8]         |  |  |                        |                                 |                                 |                                 |                                 |   |   |                        |                        | 2                      | N Mahut É Roger-Vasselin | N Mahut É Roger-Vasselin | 6 | 7 |        |        |        |        |        |  |
|  | M McDonald C Norrie             | M McDonald C Norrie             | 6                               | 65          | [10]        |  |  |                        | M McDonald C Norrie             | M McDonald C Norrie             | 1                               | 2                               |   |   |                        |                        |                        |                          |                          |   |   |        |        |        |        |        |  |
|  |                                 | L Paes MÁ Reyes Varela          | L Paes MÁ Reyes Varela          | 5           | 4           |  |  | 4                      | D Sharan A Sitak                | D Sharan A Sitak                | 6                               | 6                               |   |   |                        |                        |                        |                          |                          |   |   |        |        |        |        |        |  |
|  | 4                               | D Sharan A Sitak                | D Sharan A Sitak                | 7           | 6           |  |  |                        |                                 |                                 |                                 |                                 |   |   | 4                      | D Sharan A Sitak       | D Sharan A Sitak       | 5                        | 63                       |   |   |        |        |        |        |        |  |
|  |                                 | F López J Munar                 | F López J Munar                 | 7           | 7           |  |  |                        |                                 | 2                               | N Mahut É Roger-Vasselin        | N Mahut É Roger-Vasselin        | 7 | 7 |                        |                        |                        |                          |                          |   |   |        |        |        |        |        |  |
|  | WC                              | S Gillé J Vliegen               | S Gillé J Vliegen               | 6           | 63          |  |  |                        | F López J Munar                 | F López J Munar                 | 4                               | 5                               |   |   |                        |                        |                        |                          |                          |   |   |        |        |        |        |        |  |
|  |                                 | P Petzschner F Tiafoe           | P Petzschner F Tiafoe           | 2           | 2           |  |  | 2                      | N Mahut É Roger-Vasselin        | N Mahut É Roger-Vasselin        | 6                               | 7                               |   |   |                        |                        |                        |                          |                          |   |   |        |        |        |        |        |  |
|  | 2                               | N Mahut É Roger-Vasselin        | N Mahut É Roger-Vasselin        | 6           | 6           |  |  |                        |                                 |                                 |                                 |                                 |   |   |                        |                        |                        |                          |                          |   |   |        |        |        |        |        |  |